# Shapoor Zadran
Shapoor Zadran (sinh 7 tháng 3 năm 1985) là 1 vận động viên cricket người Afghanistan. Zadran là 1 left-handed batsman và ném kiểu left-arm fast-medium. Zadran hiện đang thi đấu cho đội tuyển quốc gia Afghanistan.

## Liên kết khác
- Shapoor Zadran on Cricinfo
- Shapoor Zadran on CricketArchive